# Projecció cilíndrica equivalent

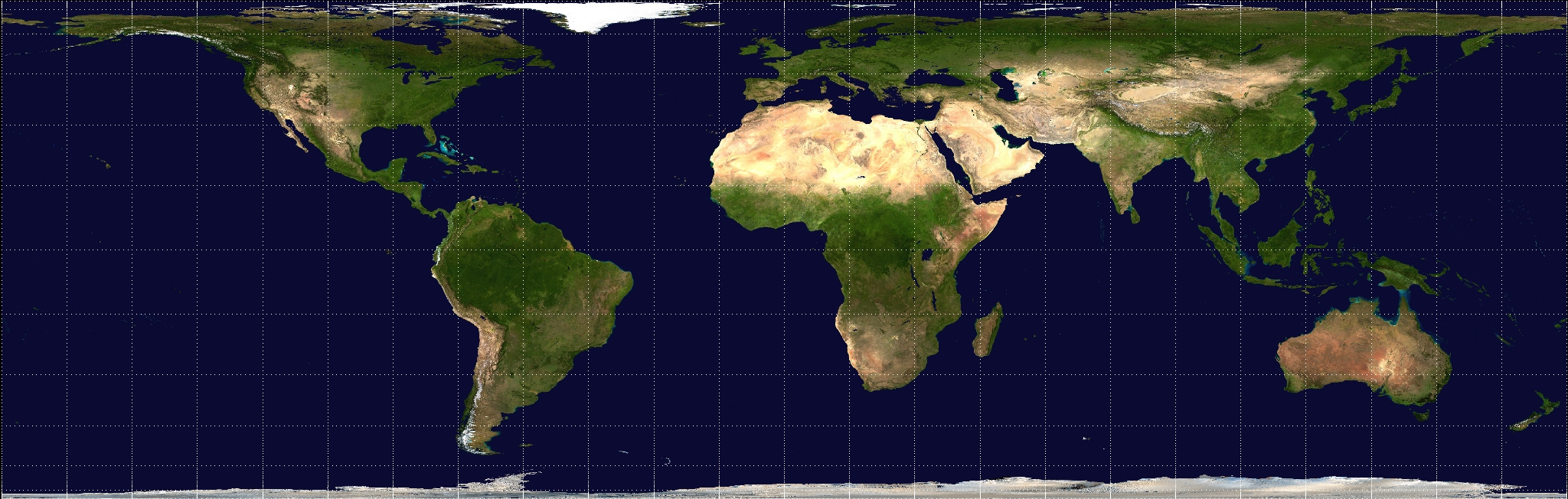
Mapa de la Terra segons una projecció cilíndrica equivalent amb l'equador com paral·lel central.

En cartografia, la projecció cilíndrica equivalent, o projecció cilíndrica ortogràfica, o projecció cilíndrica homologràfica de Lambert, és una projecció cartogràfica cilíndrica que és equivalent (preserva les proporcions de les àrees) però no és conforme (distorsiona les formes i els angles).
Aquesta projecció es construeix projectant sobre el pla cada punt de l'esfera horitzontalment sobre el cilindre tangent a l'esfera, com raigs de llum paral·lels a l'Equador sortint de l'eix de l'esfera.
L'escala és constant al llarg de l'Equador però la distorsió creix cap a les zones polars.
En aquesta projecció tots els meridians i paral·lels apareixen representats rectes, els meridians apareixen separats amb una distància constant, els paral·lels apareixen separats per distàncies decreixents allunyant-se de l'Equador.
Suposant una escala a l'Equador escala i un meridià central de longitud long0, aquestes són les equacions per a un mapa d'aspecte equatorial per a obtenir les coordenades cartesianes x, y en el pla per al lloc amb longitud long i latitud lat:
```
x = escala * (long - long0)
y = escala * sin(lat)
```